# Monaster Zavala
Monaster Zavala – prawosławny męski klasztor w eparchii zahumsko-hercegowińskiej i nadmorskiej.
W przeszłości jeden z najważniejszych ośrodków serbskiego życia religijnego w Hercegowinie, obok monasterów Tvrdoš i Žitomislić. Święto patronalne klasztoru przypada w święto Wprowadzenia Matki Bożej do Świątyni. Położony na terenie wsi Popove Polje, 50 km na zachód od Trebinje. 

## Historia
Moment powstania wspólnoty nie jest znany. Według legendy pierwszą świątynię zbudował w pobliżu dzisiejszego monasteru Konstantyn Wielki, którego zachwyciła pobożność miejscowych chrześcijan i który podarował dla nowo wzniesionej budowli sakralnej ikonę Matki Bożej. Wizerunek ten kilkakrotnie w cudowny sposób przenosił się na skałę, w pobliże wejścia do jaskini, sugerując, że to tam powinna powstać świątynia, tak też ostatecznie się stało. Główna część obiektu sakralnego znalazła się w jaskini.
Pierwsza pisemna wzmianka o monasterze Zavala pochodzi jednak dopiero z 1514, z dokumentu zakupu winnicy w Orahovym Dole przez wspólnotę mniszą. W tym okresie klasztor był ważnym ośrodkiem przepisywania ksiąg cerkiewnych, posiadał również bogatą bibliotekę, w której znajdowały się zarówno księgi serbskie (z Belgradu i Sremskich Karlovców), jak i rosyjskie oraz kolekcja serbskich dokumentów i rękopisów świeckich. W 1587 monaster był remontowany, na początku XVII w. freski na terenie monasteru wykonał serbski malarz i mnich Jerzy (Mitrofanović), który najprawdopodobniej był również twórcą ikonostasu.
Życie zakonne w klasztorze rozpoczynał św. Bazyli Ostrogski.
Monaster Zavala został splądrowany przez ustaszy w czasie II wojny światowej, po zakończeniu działań wojennych miała miejsce jego odbudowa, a mnisi powrócili do miejscowości. Po raz drugi zabudowania klasztorne zostały sprofanowane i zniszczone w czasie wojny w Bośni i Hercegowinie, wtedy też całkowicie zniszczona została sąsiadująca pierwotnie z monasterem serbska wieś Zavala. Po zakończeniu działań wojennych monaster ponownie odnowiono. Pod kierunkiem przełożonego klasztoru, ihumena Bazylego, odnowiono freski Mitrofanovicia, wnętrze cerkwi oraz budynek mieszkalny dla mnichów.